# Turniej o Złoty Kask
Turniej o Złoty Kask (od sezonu 2021 także memoriał Jerzego Szczakiela) – coroczny turniej indywidualny organizowany od 1961 roku przez Polski Związek Motorowy (GKSŻ). Jego zasady zmieniały się na przestrzeni lat – od cyklu zawodów z klasyfikacją generalną, przez turniej z eliminacjami.
Od sezonu 2021 turniej rozgrywany jest jako memoriał Jerzego Szczakiela, pierwszego polskiego indywidualnego mistrza świata na żużlu.

## Medaliści
| 9 rund                                                                        |
| ----------------------------------------------------------------------------- |
| Bydgoszcz Rzeszów Nowa Huta Gdańsk Wrocław Rybnik Poznań Częstochowa Warszawa |

| 8 rund                                                                         |
| ------------------------------------------------------------------------------ |
| Wrocław Rzeszów Bydgoszcz Gorzów Wielkopolski Rybnik Leszno Częstochowa Gdańsk |

| 6 rund                                                             |
| ------------------------------------------------------------------ |
| Gorzów Wielkopolski Rybnik Leszno Bydgoszcz Świętochłowice Wrocław |

| 7 rund                                                                     |
| -------------------------------------------------------------------------- |
| Rybnik Gdańsk Gorzów Wielkopolski Rzeszów Świętochłowice Bydgoszcz Wrocław |

| 8 rund                                                                                |
| ------------------------------------------------------------------------------------- |
| Zielona Góra Rybnik Świętochłowice Gorzów Wielkopolski Toruń Gdańsk Bydgoszcz Wrocław |

| 7 rund                                                                    |
| ------------------------------------------------------------------------- |
| Zielona Góra Poznań Bydgoszcz Nowa Huta Poznań Rybnik Gorzów Wielkopolski |

| 8 rund                                                                        |
| ----------------------------------------------------------------------------- |
| Rzeszów Rybnik Częstochowa Poznań Gdańsk Tarnów Bydgoszcz Ostrów Wielkopolski |

| 8 rund                                                                               |
| ------------------------------------------------------------------------------------ |
| Rybnik Wrocław Tarnów Gdańsk Toruń Gorzów Wielkopolski Ostrów Wielkopolski Bydgoszcz |

| 8 rund                                                                                 |
| -------------------------------------------------------------------------------------- |
| Częstochowa Wrocław Gdańsk Świętochłowice Gorzów Wielkopolski Bydgoszcz Rzeszów Rybnik |

| 8 rund                                                                          |
| ------------------------------------------------------------------------------- |
| Leszno Świętochłowice Rybnik Bydgoszcz Gorzów Wielkopolski Opole Wrocław Gdańsk |

| 7 rund                                                                   |
| ------------------------------------------------------------------------ |
| Gorzów Wielkopolski Opole Rybnik Bydgoszcz Tarnów Wrocław Świętochłowice |

| 8 rund                                                                              |
| ----------------------------------------------------------------------------------- |
| Częstochowa Gorzów Wielkopolski Opole Bydgoszcz Chorzów Poznań Wrocław Zielona Góra |

| 8 rund                                                                              |
| ----------------------------------------------------------------------------------- |
| Gorzów Wielkopolski Leszno Zielona Góra Opole Częstochowa Chorzów Bydgoszcz Chorzów |

| 6 rund                                                               |
| -------------------------------------------------------------------- |
| Rybnik Bydgoszcz Leszno Częstochowa Zielona Góra Gorzów Wielkopolski |

| 8 rund                                                                       |
| ---------------------------------------------------------------------------- |
| Wrocław Częstochowa Rybnik Gorzów Wielkopolski Leszno Opole Bydgoszcz Gdańsk |

| 4 rundy                                      |
| -------------------------------------------- |
| Opole Leszno Gorzów Wielkopolski Częstochowa |

| 4 rundy                                      |
| -------------------------------------------- |
| Opole Gorzów Wielkopolski Częstochowa Leszno |

| 4 rundy                           |
| --------------------------------- |
| Częstochowa Gdańsk Chorzów Rybnik |

| 4 rundy                     |
| --------------------------- |
| Rybnik Wrocław Toruń Leszno |

| 4 rundy                            |
| ---------------------------------- |
| Wrocław Bydgoszcz Grudziądz Leszno |

| 3 rundy                   |
| ------------------------- |
| Opole Gdańsk Zielona Góra |

| 4 rundy                            |
| ---------------------------------- |
| Częstochowa Rybnik Gniezno Wrocław |

| 4 rundy                      |
| ---------------------------- |
| Gdańsk Rzeszów Opole Wrocław |

| 4 rundy                                   |
| ----------------------------------------- |
| Toruń Gniezno Gorzów Wielkopolski Wrocław |

| 2 rundy        |
| -------------- |
| Tarnów Wrocław |

| 6 rund                                           |
| ------------------------------------------------ |
| Toruń Rybnik Zielona Góra Leszno Rzeszów Wrocław |

| 2 rundy        |
| -------------- |
| Gdańsk Wrocław |

## Klasyfikacja medalowa

### Według zawodników
Stan po sezonie 2025
| Lp. | Zawodnik             | Lata      | Złoto | Srebro | Brąz | Razem |
| --- | -------------------- | --------- | ----- | ------ | ---- | ----- |
| 1.  | Tomasz Gollob        | 1992–2006 | 7     | 1      | –    | 8     |
| 2.  | Bartosz Zmarzlik     | 2016–2025 | 4     | 3      | –    | 7     |
| 3.  | Janusz Kołodziej     | 2005–2021 | 3     | 2      | 3    | 8     |
| 4.  | Roman Jankowski      | 1982–1996 | 3     | 2      | 2    | 7     |
| 5.  | Edward Jancarz       | 1969–1976 | 3     | 2      | 1    | 6     |
| 6.  | Zenon Plech          | 1973–1978 | 3     | 1      | –    | 4     |
| 7.  | Przemysław Pawlicki  | 2012–2024 | 3     | –      | 2    | 5     |
| 8.  | Jacek Gollob         | 1996–2002 | 2     | 1      | –    | 3     |
| 9.  | Antoni Woryna        | 1965–1971 | 2     | –      | 1    | 3     |
| 10. | Robert Słaboń        | 1979–1980 | 2     | –      | –    | 2     |
| 10. | Maciej Janowski      | 2013–2023 | 2     | –      | –    | 2     |
| 12. | Andrzej Pogorzelski  | 1964–1969 | 1     | 3      | –    | 4     |
| 12. | Paweł Waloszek       | 1966–1971 | 1     | 3      | –    | 4     |
| 12. | Wojciech Żabiałowicz | 1982–1987 | 1     | 3      | –    | 4     |
| 15. | Piotr Protasiewicz   | 2001–2019 | 1     | 2      | 4    | 7     |
| 16. | Jan Mucha            | 1970–1977 | 1     | 2      | 1    | 4     |
| 16. | Adrian Miedziński    | 2008–2013 | 1     | 2      | 1    | 4     |
| 18. | Jarosław Hampel      | 2003–2018 | 1     | 1      | 2    | 4     |
| 19. | Stanisław Tkocz      | 1963–1968 | 1     | 1      | 1    | 3     |
| 19. | Jan Krzystyniak      | 1983–1993 | 1     | 1      | 1    | 3     |
| 19. | Dominik Kubera       | 2022–2025 | 1     | 1      | 1    | 3     |
| 22. | Florian Kapała       | 1961–1962 | 1     | 1      | –    | 2     |
| 22. | Bolesław Proch       | 1978–1981 | 1     | 1      | –    | 2     |
| 22. | Dariusz Śledź        | 1993–1994 | 1     | 1      | –    | 2     |
| 22. | Damian Baliński      | 2005–2008 | 1     | 1      | –    | 2     |
| 26. | Andrzej Wyglenda     | 1964–1970 | 1     | –      | 4    | 5     |
| 27. | Krzysztof Kasprzak   | 2007–2020 | 1     | –      | 3    | 4     |
| 27. | Piotr Pawlicki       | 2012–2023 | 1     | –      | 3    | 4     |
| 29. | Joachim Maj          | 1962–1964 | 1     | –      | 2    | 3     |
| 29. | Grzegorz Walasek     | 2004–2014 | 1     | –      | 2    | 3     |
| 31. | Marian Kaiser        | 1961–1962 | 1     | –      | 1    | 2     |
| 31. | Marek Cieślak        | 1972–1976 | 1     | –      | 1    | 2     |
| 31. | Jerzy Rembas         | 1976–1977 | 1     | –      | 1    | 2     |
| 31. | Zenon Kasprzak       | 1987–1988 | 1     | –      | 1    | 2     |
| 31. | Piotr Świst          | 1988–1998 | 1     | –      | 1    | 2     |
| 31. | Jacek Krzyżaniak     | 1994–1999 | 1     | –      | 1    | 2     |
| 31. | Patryk Dudek         | 2016–2022 | 1     | –      | 1    | 2     |
| 38. | Wojciech Załuski     | 1989      | 1     | –      | –    | 1     |
| 38. | Mirosław Korbel      | 1990      | 1     | –      | –    | 1     |
| 38. | Sławomir Drabik      | 1991      | 1     | –      | –    | 1     |
| 38. | Rafał Okoniewski     | 2003      | 1     | –      | –    | 1     |
| 38. | Wiesław Jaguś        | 2004      | 1     | –      | –    | 1     |
| 43. | Andrzej Huszcza      | 1978–2000 | –     | 2      | 4    | 6     |
| 44. | Sebastian Ułamek     | 1997–2006 | –     | 2      | 2    | 4     |
| 45. | Mirosław Berliński   | 1982–1985 | –     | 2      | 1    | 3     |
| 45. | Rafał Dobrucki       | 1998–2007 | –     | 2      | 1    | 3     |
| 47. | Henryk Glücklich     | 1967–1972 | –     | 2      | –    | 2     |
| 47. | Robert Sawina        | 1999–2001 | –     | 2      | –    | 2     |
| 49. | Henryk Żyto          | 1961–1963 | –     | 1      | 1    | 2     |
| 49. | Leonard Raba         | 1981–1984 | –     | 1      | 1    | 2     |
| 49. | Tomasz Bajerski      | 1995–1997 | –     | 1      | 1    | 2     |
| 49. | Paweł Przedpełski    | 2020–2021 | –     | 1      | 1    | 2     |
| 53. | Zygmunt Pytko        | 1968      | –     | 1      | –    | 1     |
| 53. | Piotr Pyszny         | 1979      | –     | 1      | –    | 1     |
| 53. | Eugeniusz Błaszak    | 1980      | –     | 1      | –    | 1     |
| 53. | Grzegorz Dzikowski   | 1984      | –     | 1      | –    | 1     |
| 53. | Jerzy Mordel         | 1993      | –     | 1      | –    | 1     |
| 53. | Jarosław Olszewski   | 1995      | –     | 1      | –    | 1     |
| 53. | Tomasz Jędrzejak     | 2003      | –     | 1      | –    | 1     |
| 53. | Tomasz Gapiński      | 2004      | –     | 1      | –    | 1     |
| 53. | Grzegorz Zengota     | 2012      | –     | 1      | –    | 1     |
| 53. | Kacper Gomólski      | 2014      | –     | 1      | –    | 1     |
| 53. | Mirosław Jabłoński   | 2015      | –     | 1      | –    | 1     |
| 53. | Jakub Jamróg         | 2019      | –     | 1      | –    | 1     |
| 53. | Kacper Woryna        | 2024      | –     | 1      | –    | 1     |
| 53. | Mateusz Cierniak     | 2025      | –     | 1      | –    | 1     |
| 67. | Bogusław Nowak       | 1975–1977 | –     | –      | 2    | 2     |
| 68. | Jerzy Szczakiel      | 1971      | –     | –      | 1    | 1     |
| 68. | Mariusz Okoniewski   | 1979      | –     | –      | 1    | 1     |
| 68. | Marek Kępa           | 1980      | –     | –      | 1    | 1     |
| 68. | Jan Ząbik            | 1981      | –     | –      | 1    | 1     |
| 68. | Maciej Jaworek       | 1985      | –     | –      | 1    | 1     |
| 68. | Janusz Stachyra      | 1989      | –     | –      | 1    | 1     |
| 68. | Jacek Gomólski       | 1990      | –     | –      | 1    | 1     |
| 68. | Piotr Pawlicki       | 1991      | –     | –      | 1    | 1     |
| 68. | Krzysztof Kuczwalski | 1992      | –     | –      | 1    | 1     |
| 68. | Krzysztof Słaboń     | 2005      | –     | –      | 1    | 1     |

Pogrubioną czcionką – zostali zaznaczeni zawodnicy, którzy kontynuują karierę żużlową.

### Według klubów
Stan po sezonie 2025
| Lp. | Klub                     | Złoto | Srebro | Brąz | Razem |
| --- | ------------------------ | ----- | ------ | ---- | ----- |
| 1.  | Stal Gorzów Wielkopolski | 13    | 10     | 5    | 28    |
| 2.  | Unia Leszno              | 11    | 8      | 12   | 31    |
| 3.  | Polonia Bydgoszcz        | 10    | 4      | 2    | 16    |
| 4.  | KS ROW Rybnik            | 6     | 2      | 8    | 16    |
| 5.  | WTS Wrocław              | 5     | 5      | 4    | 14    |
| 6.  | ZKŻ Zielona Góra         | 4     | 4      | 9    | 17    |
| 7.  | KS Toruń                 | 3     | 5      | 7    | 15    |
| 8.  | Unia Tarnów              | 3     | 2      | 2    | 7     |
| 9.  | GKS Wybrzeże Gdańsk      | 2     | 5      | 2    | 9     |
| 10. | KS Śląsk Świętochłowice  | 2     | 5      | 1    | 8     |
| 11. | Włókniarz Częstochowa    | 2     | 4      | 4    | 10    |
| 12. | Speedway Lublin          | 2     | 3      | 1    | 6     |
| 13. | Speedway Stal Rzeszów    | 1     | 3      | 3    | 7     |
| 14. | KS Kolejarz Opole        | 1     | 1      | 2    | 4     |
| 15. | SKS Start Gniezno        | –     | 2      | 1    | 3     |
| 16. | RKS Motor Lublin         | –     | 1      | 1    | 2     |
| 16. | TS Polonia Piła          | –     | 1      | 1    | 2     |